# Station Qinghu
Station Qinghu is een metrostation in Qinghu. Het is het laatste station van de Longhualijn van de metro van Shenzhen gerekend vanaf station Futian Checkpoint.
Totdat de Longhualijn uitgebreid wordt functioneren de perrons als volgt:
| ← Richting Futian Checkpoint | Volgend station: Longhua |
| Perron 2 Perron 1            |                          |
| ← Richting Futian Checkpoint | Volgend station: Longhua |

Na een verlenging in de toekomst zal de situatie als volgt zijn:
| ← Richting Futian Checkpoint | Volgend station: Longhua  |
| Perron 2 Perron 1            |                           |
| → Richting Song Yuan         | Volgend station: Qing hua |

Futian Checkpoint · Fumin · Convention & Exhibition Center · Civic Center · Children’s Palace · Lianhua North · Shangmeilin · Minle · Baishilong · Shenzhen North · Hongshan · Shangtang · Longsheng · Longhua · Qinghu